# Jázminpakóca

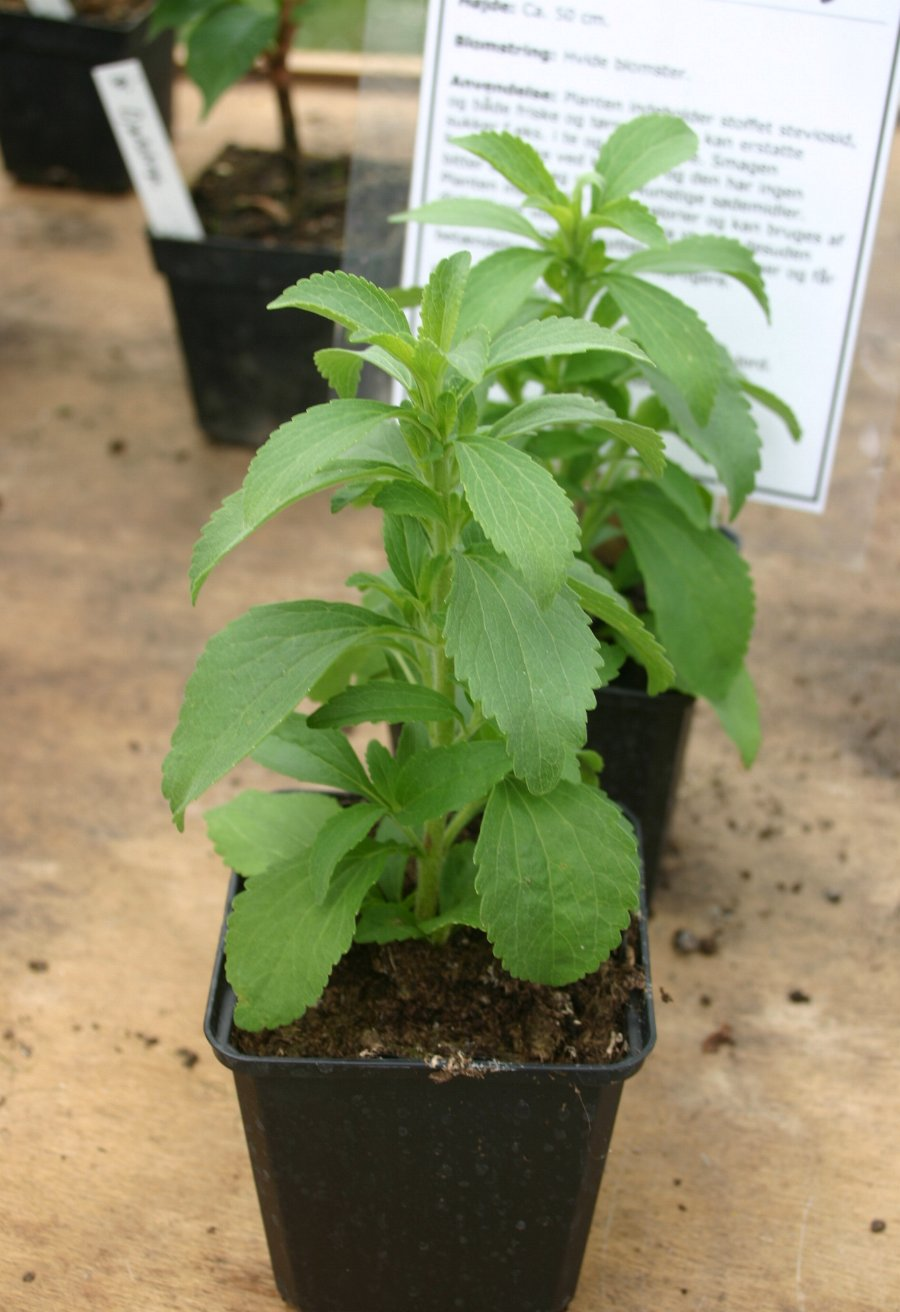
A növény termesztett változata

A jázminpakóca (Stevia rebaudiana) más nevén édesfű vagy édes levél (a köznapi szóhasználatban gyakran sztévia, sztivia vagy sztívia) az őszirózsafélék családjába tartozó évelő növény, mely Dél-Amerikában őshonos és édes leveléről nevezetes fűszer és gyógynövény.

## Rendszertani besorolása és azonosítása
Az APG-rendszer szerinti besorolása alapján a Asterales rendbe tartozik a Asteraceae család tagjaként. A Stevia nemzetségbe tartozó 240 faj Dél-Amerikában, Közép-Amerikában és Mexikóban őshonosak. Közülük csak kettőnek édesek a hajtásai, a rebaudiana az egyik, mely tulajdonságát elsőnek 1899-ben a svájci botanikus Moisés Santiago Bertoni a növény leírásával egy időben említ meg.  A növény fűfélékhez hasonlóan zöld színű, levelei recézettek és elliptikus alakúak. Ősszel virágzanak apró pici fehér színű öt-hat szirommal ölelt virágai.

## Felhasználása
Bertoni előtt a dél-amerikai indiánok már évszázadokkal korábban felfedezték a növényt, mint édesítőszert és gyógyászatban is alkalmazták. Levelei 30-szor édesebbek a répacukornál, kivonatai pedig akár 300-szor is édesebbek nála. Európába először az 1800-as években került, szélesebb elterjedése a második világháború cukorhiányának köszönhető. Levelében megtalálható ásványi anyagok a cézium, a magnézium, a kálium, a foszfor, a cink, a vas, a kobalt, és a mangán. Tartalmaz P, A, E, C vitamint, béta-karotint, nikotinsavat, egyedülálló illóolajokat, aminosavakat és pektineket.
Magyarországon is termeszthető tavasztól késő őszig szabadban vagy ablak között napfényes helyen tartható, télre viszont fagymentes helyre kell tenni.

### Felhasználásának engedélyeztetése
A növényt Japánban és Dél-Amerikában elterjedten használják, míg egyes országokban forgalmazását korlátozzák. Hasznosíthatóságát bizonyítja, hogy Japánban az édesítőszer piacon eladott termékek 40%-a a növény készítményei közül kerül ki. Elterjedtségét korlátozta, hogy az Amerikai Egyesült Államokban az 1990-es években (vitatott okokból) betiltották élelmiszeradalékként történő felhasználását, majd később korlátozottan engedélyezték forgalmát. Az Európai Unió (Franciaország kivételével), Szingapúr és Hongkong szintén tiltja élelmiszeradalékként való használatát. 2011 novemberében az Európai Unió engedélyezte a növény édesítőszerként való használatát, a rendelet 2011 decemberében lépett érvénybe.

### Gyógyító hatása és étkezési célokra történő felhasználása
A levelét, illetve az abból kinyerhető és az édes ízért felelős szteviozidokat sokfelé édesítőszerként használják, ízhatása azonos tömegű cukorénál mintegy 300-szor erősebb, lassabban alakul ki és tovább tart. Nagyobb mennyiségben fogyasztva kesernyés utóíz alakul ki, amely az édesgyökérre emlékeztet. A világ különböző részein  ételek és italok édesítésére használják és főzésre is alkalmas, mert a hatóanyaga nem bomlik le a melegítéstől. Fogyasztása esetén nem jelentkezik fogszuvasodás, melyet az ázsiai több évtizedes használat alatt külön vizsgáltak. Az Egyesült Államokban a élelmiszeripar területén történő felhasználását feloldották, ezért a Coca-Cola és a PepsiCo piacra dobta első sztíviatartalmú termékeiket.
Intenzív édes íze alkalmassá teszi alacsony szénhidrát-bevitelű étrendekben édesítésre. Egyes tüneteket, mint amilyen az elhízás, a cukorbetegség, az allergia, az érelmeszesedés, vagy a magas vérnyomás, előnyösen befolyásolhat.
A vércukorszintre nincs hatása, sőt még kissé növeli is a glükóztoleranciát, ezért cukorbetegek számára is használható. Meggátolja sok káros baktérium és vírus szaporodását, így hatékonyan alkalmazható megfázás, influenza és szájfertőzés ellen.
Jótékony hatása révén javítja a szövetek oxigénellátását, normalizálja az anyagcserét és a fermentációs rendszerek működését, csökkenti a vér koleszterinszintjét, segít a vashiányos állapotokban, biztosítja az immunomodulációs, stresszellenes, májvédő és gyulladásgátló hatásokat, visszaállítja az érrendszer periférikus mikrokeringését, semlegesíti és eltávolítja a szervezetünkben felhalmozott méreganyagokat a radionukleidokat is. Táplálja az endokrin rendszert, serkenti az inzulintermelést, helyreállítja a vércukorszintet, stabilizálja a vérnyomást és serkenti a vizelet-kiválasztási rendszer működését.
A guarani indiánok már több száz évvel ezelőtt a növényből nyert folyadékot alkalmazták a sebek gyors gyógyítására, mert segít megakadályozni a hegesedést. Alkalmazzák még bőrbetegségek kezelésére, bőrregeneráló hatása miatt. Porok, cseppek vagy tabletták formájában beszerezhető Magyarországon is táplálék-kiegészítőként, valamint több kozmetikai szer alapanyagaként is találkozhatunk vele.